# Es war einmal in Springfield
Es war einmal in Springfield (engl. Titel: Once Upon a Time in Springfield) ist die 10. Folge der 21. Staffel der Serie Die Simpsons.

## Handlung
Krustys Produzenten finden heraus, dass seine Show unter Mädchen immer unbeliebter wird. Daher tritt fortan die unter weiblichen Zuschauern beliebte Prinzessin Penelope in seiner Sendung auf. Schließlich verliert Krusty seine Show und geht zu Penelope, um sich zu beschweren. Da findet er heraus, dass Penelope ihn schon als 12-jähriges Mädchen geliebt hat. Die beiden singen zusammen in der Show Liebeslieder und Krusty erklärt, dass er sie heiraten möchte. Bart kann nicht fassen, was aus Krustys Show geworden ist und will gemeinsam mit seinem Freund Milhouse die Hochzeit sabotieren. Die beiden zeigen Penelope, wie Krusty mit seinen ehemaligen Ehefrauen umgegangen ist. Doch Penelope ist das egal, weil sie Krusty wirklich liebt und seine ganze Vergangenheit kennt. Krusty denkt aber, dass er nicht gut genug für sie sei, und heiratet sie schließlich doch nicht. Penelope geht nach Frankreich und stellt fest, dass Krusty ihr gefolgt ist, und sie fahren zusammen einen Fluss entlang. Inzwischen werden im Atomkraftwerk keine kostenlosen Donuts mehr ausgegeben, was Homer, Lenny und Carl enttäuscht. Ein Mann in Moes Bar bietet ihnen daher einen Job im Kraftwerk in Capital City an. Dort werden kostenlose Massagen, Sushi etc. angeboten. Als die drei das Springfielder Kraftwerk verlassen wollen, bietet ihnen ihr Boss Mr. Burns Donuts an. Als er erklärt, dass es im Springfielder Kraftwerk täglich für jeden zwei Donuts geben wird, beschließen die drei zu bleiben.

## Hintergrund
Anne Hathaway, die hier zum 2. Mal bei den Simpsons synchronisierte, gewann im Jahr 2010 für diese Episode einen Emmy für die Outstanding Voice-Over Performance bei der Primetime-Emmy-Verleihung 2010. Für die Sängerin Eartha Kitt war der Synchroneinsatz eines ihrer letzten Arbeiten vor ihrem Tod.
Die Folge wurde als 450. Episode bezeichnet, war aber die 451.